# Sande (plaats in Vestfold)
Sande is een plaats in de gemeente Holmestrand in de Noorse provincie Vestfold. Sande telt 1501 inwoners (2007) en heeft een oppervlakte van 1,48 km².
Tot ze op 1 januari 2020 werden opgeheven was Sande de hoofdplaats van de gelijknamige gemeente in de provincie Vestfold.